# Foncteur
 (juillet 2017).
Si vous disposez d'ouvrages ou d'articles de référence ou si vous connaissez des sites web de qualité traitant du thème abordé ici, merci de compléter l'article en donnant les références utiles à sa vérifiabilité et en les liant à la section « Notes et références ».

Un foncteur transforme objets et morphismes d'une catégorie en objets et morphismes dans une autre catégorie.

En mathématiques, plus précisément en théorie des catégories, un foncteur est une construction transformant les objets et morphismes d'une catégorie en ceux d'une autre catégorie, d'une façon compatible. On parle alors d'une construction fonctorielle ou de fonctorialité. Une telle construction est donc un morphisme entre deux catégories.

## Histoire
Les foncteurs furent introduits en topologie algébrique, associant aux espaces topologiques et aux applications continues des objets algébriques tels que les groupes d'homotopie et les morphismes de groupes, permettant ainsi un véritable calcul d'invariants caractérisant ces espaces.

## Définitions

### Foncteur covariant
Un foncteur covariant (ou simplement foncteur)  {\displaystyle F} d'une catégorie {\displaystyle {\mathcal {C}}} dans une catégorie {\displaystyle {\mathcal {D}}} est constitué des données suivantes :
- pour tout objet {\displaystyle X} de {\displaystyle {\mathcal {C}}}, un objet de {\displaystyle {\mathcal {D}}}, noté {\displaystyle F(X){\text{ ou }}F_{X}}[2] ;
- pour toute flèche {\displaystyle X\xrightarrow {f} Y} de {\displaystyle {\mathcal {C}}}, une flèche de {\displaystyle {\mathcal {D}}}, notée {\displaystyle F(f){\text{ ou }}F_{f}}, de source {\displaystyle F(X)} et de but {\displaystyle F(Y)}.

De plus, on impose les deux axiomes suivants :
- pour tout objet {\displaystyle X} de {\displaystyle {\mathcal {C}}}, {\displaystyle F(\mathrm {I} _{X})=\mathrm {I} _{F(X)}}, autrement dit le foncteur {\displaystyle F} envoie le morphisme identité {\displaystyle \mathrm {I} _{X}} sur {\displaystyle X}, sur morphisme identité {\displaystyle \mathrm {I} _{F(X)}} sur {\displaystyle F(X)} ;
- pour tout couple {\displaystyle (f,g)} de flèches composables de {\displaystyle {\mathcal {C}}}, {\displaystyle F(gf)=F(g)F(f)}, autrement dit le foncteur {\displaystyle F} respecte la composition des morphismes.

Pour résumer, un foncteur préserve les domaines et codomaines des morphismes, les flèches identités et la composition.

### Foncteur contravariant
Un foncteur contravariant G d'une catégorie {\displaystyle {\mathcal {C}}} dans une catégorie {\displaystyle {\mathcal {D}}} est un foncteur covariant de la catégorie opposée {\displaystyle {\mathcal {C}}}op (celle obtenue en inversant le sens des flèches dans {\displaystyle {\mathcal {C}}}) dans {\displaystyle {\mathcal {D}}}. À tout morphisme f : X → Y de {\displaystyle {\mathcal {C}}}, il associe donc un morphisme G(f) : G(Y) → G(X) de {\displaystyle {\mathcal {D}}}, et l'on a la « relation de compatibilité » G(gf) = G(f)G(g).

## Exemples
- Le foncteur identité d'une catégorie {\displaystyle {\mathcal {C}}}, souvent noté 1{\displaystyle {\mathcal {C}}} ou id{\displaystyle {\mathcal {C}}} : {\displaystyle {\mathcal {C}}} → {\displaystyle {\mathcal {C}}}, qui envoie chaque objet et morphisme de {\displaystyle {\mathcal {C}}} sur lui-même.
- Considérons trois villes : Paris, Rome et Amsterdam. La catégorie a pour objets ces trois villes. Hom(Paris, Rome) est l'ensemble des chemins de Paris à Rome par exemple. Prenons une carte qui représente ces chemins ; un foncteur consiste à représenter la situation sur une carte avec une perte d'information du fait de l'échelle[3].
- Les foncteurs d'oubli qui envoient les objets d'une catégorie sur des objets d'une autre catégorie en « oubliant » certaines propriétés de ces objets :
  - le foncteur de Ab dans Grp qui à un groupe abélien associe le groupe lui-même, mais dans la catégorie des groupes  (on a « oublié » le fait que le groupe est abélien). On a de même des foncteurs d'oubli[4] de Grp dans la catégorie Mon des monoïdes et dans celle des H-espaces, et de Ab dans la catégorie des monoïdes commutatifs ;
  - le foncteur de Grp dans Set qui à un groupe associe son ensemble sous-jacent (on a « oublié » la structure de groupe) et à tout homomorphisme de groupes f l'application sous-jacente |f|. On définit de même d'autres foncteurs "d'oubli de structure", par exemple: de Top dans Ens; de la catégorie des anneaux  dans Ab, de la catégorie des groupes topologiques dans Gr, de la catégorie des variétés analytiques dans la catégorie des variétés différentielles[2]...
- Pour tout objet X d'une catégorie {\displaystyle {\mathcal {C}}} localement petite, les deux foncteurs Hom : {\displaystyle {\mathcal {C}}} → Set : Y ↦ Hom (X, Y) (covariant) et Y ↦ Hom (Y, X) (contravariant). Ces foncteurs sont liés au lemme de Yoneda et à la notion de foncteur représentable.
- Le foncteur constant est le foncteur qui envoie tous les objets de la catégorie de départ sur le même objet de la catégorie d'arrivée et qui envoie chaque flèche de la catégorie de départ sur l'identité de l'objet image. C'est l'objet terminal de la catégorie des foncteurs.
- Entre deux monoïdes (qui sont des catégories à un seul objet), les foncteurs covariants sont simplement les morphismes de monoïdes.
- Un foncteur défini d'une catégorie produit {\displaystyle {\mathcal {C}}\times {\mathcal {D}}} vers une catégorie {\displaystyle {\mathcal {E}}} est souvent appelé bifoncteur.
- Le théorème de dérivation des fonctions composées exprime la fonctorialité de la différentiation. En effet, notons {\displaystyle Mat_{\mathbb {R} }}la catégorie dont les objets sont les entiers naturels, et dont les morphismes {\displaystyle n\rightarrow m} sont les matrices réelles à {\displaystyle m} lignes et {\displaystyle n} colonnes avec la multiplication matricielle pour composition. Soit {\displaystyle {\mathcal {E}}} la catégorie dont les objets sont les couples {\displaystyle (\mathbb {R} ^{n},a)} avec {\displaystyle n\in \mathbb {N} } et {\displaystyle a\in \mathbb {R} ^{n}}, ayant pour morphismes les fonctions différentiables pointées. Soit {\displaystyle f:(\mathbb {R} ^{n},a)\rightarrow (\mathbb {R} ^{m},b)} un tel morphisme (on a donc {\displaystyle f(a)=b}). La différentielle de {\displaystyle f} en {\displaystyle a} s'exprime par la matrice jacobienne {\displaystyle J_{f}(a)} de {\displaystyle f} en {\displaystyle a}, données par les dérivées partielles de ses fonctions coordonnées.  Cela définit l'action sur les morphismes d'un foncteur {\displaystyle D:{\mathcal {E}}\rightarrow Mat_{\mathbb {R} }}. Pour les objets, {\displaystyle D} envoie {\displaystyle (\mathbb {R} ^{n},a)} vers l'entier {\displaystyle n}. Étant donné {\displaystyle g:(\mathbb {R} ^{m},f(a))\rightarrow (\mathbb {R} ^{k},g(f(a))} un autre morphisme, la fonctorialité de {\displaystyle D} correspond à l'égalité {\displaystyle J_{g}(f(a))\cdot J_{f}(a)=J_{gf}(a)}, c'est-à-dire au théorème de dérivation des fonctions composées. Plus généralement, on aurait pu définir les objets de {\displaystyle {\mathcal {E}}} comme les couples ({\displaystyle (U,a)} avec {\displaystyle U} un ouvert de {\displaystyle \mathbb {R} ^{n}} pour un certain {\displaystyle n\geq 0}, et {\displaystyle a\in U} , avec les applications différentiables pointées entre de tels ouverts comme morphismes[5].
- Soit {\displaystyle A} un anneau commutatif et {\displaystyle M} un {\displaystyle A}-module. Le produit tensoriel {\displaystyle -\otimes _{A}M}  par {\displaystyle M}, qui associe à un {\displaystyle A}-module {\displaystyle N} le produit tensoriel {\displaystyle N\otimes _{A}M}, est un foncteur de la catégorie des {\displaystyle A}-modules vers elle-même. Un autre exemple est donné par l'extension des scalaires.
- Le foncteur {\displaystyle {\cal {P}}}, Ensemble des parties, associe à chaque ensemble {\displaystyle S} l'ensemble {\displaystyle {\cal {P}}(S)} de tous ses sous-ensembles et à chaque fonction {\displaystyle f:S\rightarrow T} la fonction {\displaystyle {\cal {P}}(f)} qui applique chaque sous-ensemble {\displaystyle X} de {\displaystyle S} sur son image {\displaystyle f(X)} (incluse dans {\displaystyle T})[6].
- Soit la catégorie des espaces vectoriels sur un corps K. On définit un foncteur contravariant de la catégorie dans elle-même en faisant correspondre à tout-espace vectoriel E son dual E* et à toute application linéaire u : E → F sa transposée tu : F* → E*.[7]
- Soit E et E' deux ensembles préordonnés et f une application croissante de E dans E'. On définit un foncteur {\displaystyle {\bar {f}}} de la catégorie {\displaystyle {\bar {E}}} associée à  E dans la catégorie {\displaystyle {\bar {E'}}} associée à E' en posant {\displaystyle {\bar {f}}(x):=f(x)} pour tout objet x de {\displaystyle {\bar {E}}}, l'action sur les flèches étant alors évidente[2].

## Propriétés de foncteurs

### Foncteurs fidèles, pleins, pleinement fidèles
On dit qu'un foncteur F : {\displaystyle {\mathcal {C}}} → {\displaystyle {\mathcal {D}}} est :
- fidèle si deux morphismes f, g : X → Y dans {\displaystyle {\mathcal {C}}} sont égaux dès que leurs images F(f), F(g) : F(X) → F(Y) dans {\displaystyle {\mathcal {D}}} le sont ;
- plein si tout morphisme F(X) → F(Y) est égal à un F(f) ;
- pleinement fidèle s'il est à la fois fidèle et plein.

Exemples
- Un morphisme de monoïdes (cf. § « Exemples » ci-dessus) est fidèle si et seulement s'il est injectif, et plein si et seulement s'il est surjectif.
- Les foncteurs d'oubli de Ab dans Grp et de Grp dans Mon sont pleinement fidèles.
- Le foncteur d'oubli de Grp dans Set est fidèle (mais pas plein) ; plus généralement, si F est l'inclusion d'une sous-catégorie {\displaystyle {\mathcal {C}}} dans une catégorie {\displaystyle {\mathcal {D}}}, alors il est fidèle.

### Foncteurs conservatifs
Trivialement, tout foncteur F : {\displaystyle {\mathcal {C}}} → {\displaystyle {\mathcal {D}}} préserve les isomorphismes, c'est-à-dire que si f est un isomorphisme dans {\displaystyle {\mathcal {C}}} alors F(f) est un isomorphisme dans {\displaystyle {\mathcal {D}}}.
Le foncteur F est dit conservatif si réciproquement, un morphisme f dans {\displaystyle {\mathcal {C}}} est un isomorphisme dès que F(f) en est un dans {\displaystyle {\mathcal {D}}}.
Exemples
- Un morphisme F de monoïdes (cf. § « Exemples » ci-dessus) est conservatif si et seulement si tout antécédent par F d'un élément inversible est inversible.
- Tout foncteur pleinement fidèle est conservatif.
- Le foncteur d'oubli de Grp dans Set est conservatif.

### Foncteurs adjoints
Soient {\displaystyle {\mathcal {C}}} et {\displaystyle {\mathcal {D}}} deux catégories, F un foncteur de {\displaystyle {\mathcal {C}}} dans {\displaystyle {\mathcal {D}}} et G de {\displaystyle {\mathcal {D}}} dans {\displaystyle {\mathcal {C}}}, tels que pour tout objet {\displaystyle X\in {\mathcal {C}}} et {\displaystyle Y\in {\mathcal {D}}} on ait une bijection, naturelle en X et Y,
Alors F est dit adjoint à gauche de G, et G adjoint à droite de F.

### Équivalence de catégories
Un foncteur F : {\displaystyle {\mathcal {C}}} → {\displaystyle {\mathcal {D}}} est appelé une équivalence de catégories s'il existe un foncteur G : {\displaystyle {\mathcal {D}}} → {\displaystyle {\mathcal {C}}} et un isomorphisme naturel de foncteurs entre G ∘ F (resp. F ∘ G) et l'identité sur {\displaystyle {\mathcal {C}}} (resp. {\displaystyle {\mathcal {D}}}). L'équivalence de catégories est une notion plus générale que celle d'isomorphisme de catégories.

## Remarque
Les foncteurs sont parfois appelés morphismes pour la catégorie Cat des petites catégories.